# Chāhū-ye Sharqī
Chāhū-ye Sharqī (persiska: چاهوی شرقی) är en ort i Iran.   Den ligger i provinsen Hormozgan, i den södra delen av landet, 1 100 km söder om huvudstaden Teheran. Chāhū-ye Sharqī ligger 10 meter över havet och antalet invånare är 919.
Terrängen runt Chāhū-ye Sharqī är platt åt nordväst, men åt sydost är den kuperad. Havet är nära Chāhū-ye Sharqī åt nordväst.Runt Chāhū-ye Sharqī är det ganska tätbefolkat, med 60 invånare per kvadratkilometer. Chāhū-ye Sharqī är det största samhället i trakten. Trakten runt Chāhū-ye Sharqī är ofruktbar med lite eller ingen växtlighet.